# 네트워크 세그먼트
네트워크 세그먼트(Network segment)는 컴퓨터 망의 일부이다. 세그먼트의 특성과 범위는 네트워크의 성격과 최종 스테이션을 상호 연결하는 데 사용되는 장치에 따라 달라진다.

## 이더넷
이더넷에 대한 IEEE 802.3 표준에 따르면, 네트워크 세그먼트는 공유 매체를 사용하는 네트워크 장치 간의 전기적 연결이다. 원래 10BASE5 및 10BASE2 이더넷 종류에서 세그먼트는 단일 동축 케이블과 그에 연결된 모든 장치에 해당한다. 이더넷 진화의 이 시점에서 여러 네트워크 세그먼트는 중계기(10 Mbit 이더넷에 대한 5-4-3 규칙에 따라)로 연결하여 더 큰 충돌 도메인을 형성할 수 있었다.
연선 이더넷을 사용하면 전기 세그먼트는 다른 이더넷 종류와 마찬가지로 중계기 또는 리피터 허브를 사용하여 연결할 수 있다. 이는 OSI 계층 1 네트워크의 범위에 해당하며 충돌 도메인과 동일하다. 5-4-3 규칙은 이 충돌 도메인에 적용된다.
네트워크 스위치 또는 네트워크 브리지를 사용하면 여러 계층 1 세그먼트를 공통 계층 2 세그먼트로 결합할 수 있다. 즉, 모든 노드는 MAC 주소 지정 또는 브로드캐스트를 통해 서로 통신할 수 있다. 계층 2 세그먼트는 브로드캐스트 도메인과 동일하다. 계층 2 세그먼트 내의 트래픽은 가상 랜을 사용하여 가상으로 개별적인 파티션으로 분리될 수 있다. 각 VLAN은 자체 논리적 계층 2 세그먼트를 형성한다.

## IP
IP 네트워크의 계층 3 세그먼트는 서브넷이라고 불리며, IP 주소와 네트워크 마스크에 의해 정의된 동일한 네트워크 프리픽스를 공유하는 모든 노드에 의해 형성된다. 계층 3 서브넷 간의 통신에는 라우터가 필요하다. 서브넷의 호스트는 연결하는 계층 2 세그먼트를 사용하여 직접 통신한다. 대부분의 경우 서브넷은 기본 계층 2 세그먼트와 정확히 일치하지만 단일 계층 2 세그먼트에서 여러 서브넷을 실행할 수도 있다.